# Wybory parlamentarne w Holandii w 2002 roku

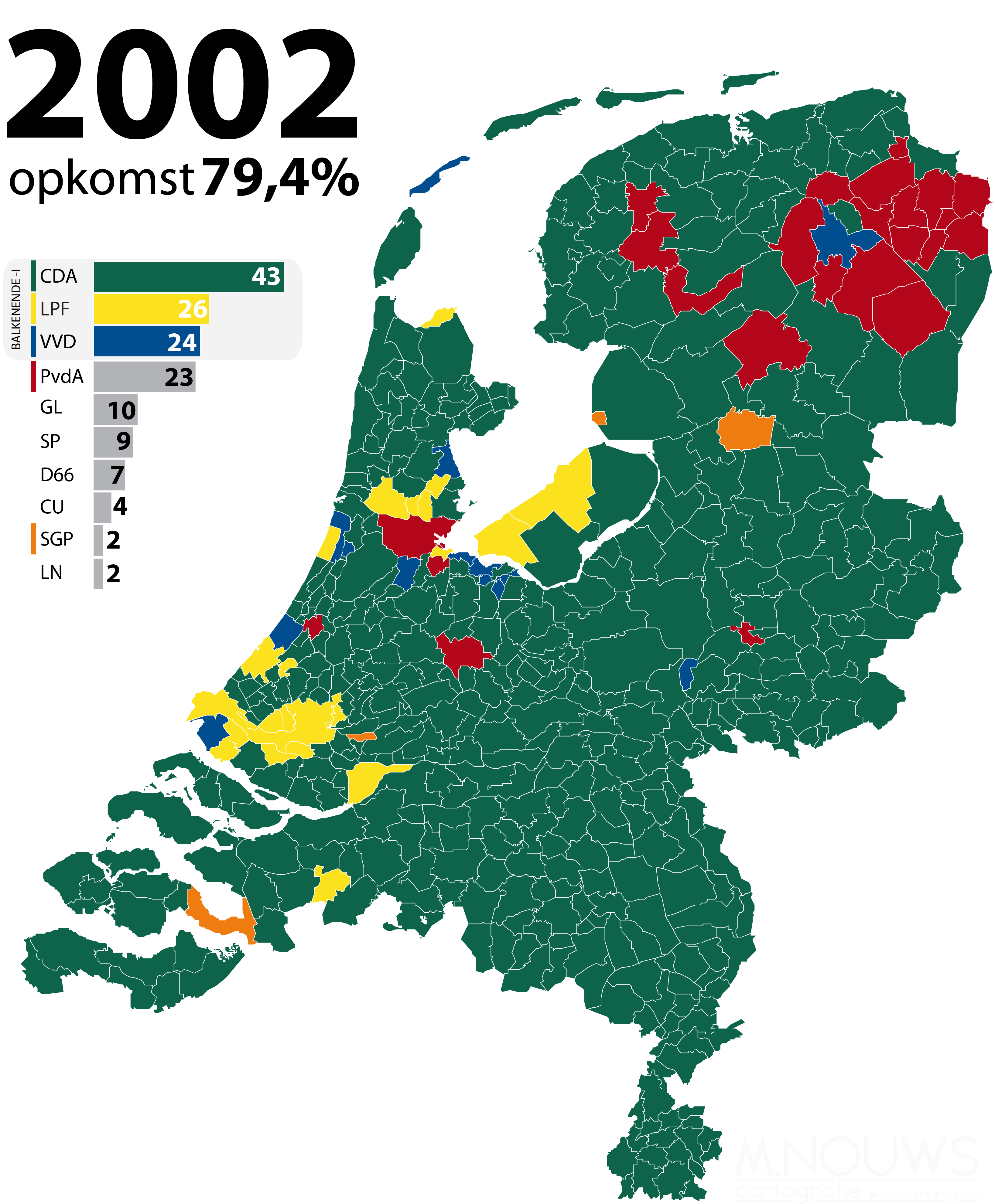
Wybory 2002, wyniki w gminach. Zielonym kolorem zaznaczono miejsca, w których zwyciężył CDA, żółtym LPF, czerwonym PvdA, niebieskim VVD, pomarańczowym SGP

Wybory parlamentarne w Holandii w 2002 roku zostały przeprowadzone 15 maja 2002. W ich wyniku Holendrzy wybrali 150 posłów do Tweede Kamer, niższej izby Stanów Generalnych. Frekwencja wyborcza wyniosła około 79%.
W kwietniu 2002, na kilka tygodni przed wyborami, Holenderski Instytut Dokumentacji Wojny (NIOD) opublikował raport, w którym obarczył rząd Holandii oraz ONZ współodpowiedzialnością za to, że nie pojęły wystarczających działań, by w 1995 zapobiec masowym egzekucjom muzułmanów w Srebrenicy, którą chroniło wówczas 200 holenderskich żołnierzy w ramach oddziałów ONZ. Kilka dni po publikacji tego dokumentu do dymisji podał się premier Wim Kok z Partii Pracy, współrządzący od 1994 w koalicji z VVD i Demokratami 66.
Popularność w tym czasie w Holandii zdobywał Pim Fortuyn, który początkowo kierował ugrupowaniem Leefbaar Nederland, a w lutym 2002 założył prawicową i antyislamską partię sygnowaną jego nazwiskiem. Polityk ten został zamordowany 8 maja 2002 na dziewięć dni przed głosowaniem. Wydarzenie to nie spowodowało przesunięcia terminu głosowania.
Wybory zakończyły się zwycięstwem opozycyjnego Apelu Chrześcijańsko-Demokratycznego, a następnie powołaniem pierwszego rządu Jana Petera Balkenende.

## Wyniki wyborów
| Partia                                       | Lijsttrekker           | Głosy     | %    | Mandaty | Zmiana |
| -------------------------------------------- | ---------------------- | --------- | ---- | ------- | ------ |
| Apel Chrześcijańsko-Demokratyczny            | Jan Peter Balkenende   | 2 653 723 | 27,9 | 43      | +14    |
| Lista Pima Fortuyna                          | Pim Fortuyn            | 1 614 801 | 17,0 | 26      | +26    |
| Partia Ludowa na rzecz Wolności i Demokracji | Hans Dijkstal          | 1 466 722 | 15,4 | 24      | –14    |
| Partia Pracy                                 | Ad Melkert             | 1 436 023 | 15,1 | 23      | –22    |
| GroenLinks                                   | Paul Rosenmöller       | 660 692   | 7,0  | 10      | –1     |
| Partia Socjalistyczna                        | Jan Marijnissen        | 560 447   | 5,9  | 9       | +9     |
| Demokraci 66                                 | Thom de Graaf          | 484 317   | 5,1  | 7       | –7     |
| ChristenUnie                                 | Kars Veling            | 240 953   | 2,5  | 4       | –1     |
| Polityczna Partia Protestantów               | Bas van der Vlies      | 163 562   | 1,7  | 2       | –1     |
| Leefbaar Nederland                           | Fred Teeven            | 153 055   | 1,6  | 2       | +2     |
| Vrije Indische Partij & Ouderenunie          | Rob Koop               | 39 005    | 0,4  | 0       | –      |
| Pozostałe                                    | Pozostałe              | 27 852    | 0,3  | 0       | –      |
| Głosy nieważne i puste                       | Głosy nieważne i puste | 14 074    | –    | –       | –      |
| Razem                                        | Razem                  | 9 515 226 | 100  | 150     | 0      |